# Chełm (comune rurale)
Chełm è un comune rurale polacco del distretto di Chełm, nel voivodato di Lublino.
Ricopre una superficie di 221,82 km² e nel 2004 contava 12 525 abitanti.
Il capoluogo è Chełm, che non fa parte del territorio ma costituisce un comune a sé.